# Вехвиляйнен, Ану
Ану Хелена Вехвиляйнен (фин. Anu Helena Vehviläinen, род. 9 сентября 1963, Леппявирта, Северное Саво, Финляндия) — финский политический и государственный деятель. Член партии «Центр». Депутат эдускунты в 1995—2003 гг. и с 2007 года по настоящее время. Председатель парламента Финляндии (2020—2022), министр муниципального развития (2015—2019), министр  местного муниципального развития и транспорта (2019), министр транспорта (2007—2011).

## Биография
Родилась 9 сентября 1963 года в Леппявирта в области Северное Саво.
В 1982 году окончила Савонлиннскую художественную гимназию. В 1984 году окончила Училище Алкио в Корпилахти. В 1994 году получила степень магистра философии в Йоэнсууском университете.
В 1993—1994 году была пресс-секретарём во время президентской кампании Пааво Вяюрюнена. В 2004—2006 гг. — член совета директоров Suomen Posti Oy.
В 1993—2012 гг. — член городского совета Йоэнсуу.
По результатам парламентских выборов 19 марта 1995 года избрана депутатом эдускунты от губернии Северная Карелия. Переизбиралась 21 марта 1999 года от области Северная Карелия. Вновь избрана 18 марта 2007 года и переизбиралась с тех пор от области Северная Карелия. Начиная с выборов 19 апреля 2015 года представляет округ Саво-Карелия.
19 апреля 2007 года получила портфель министра транспорта во втором кабинете Ванханена. Сохранила пост в следующем кабинете Кивиниеми.
29 мая 2015 года получила портфель министра муниципального развития в кабинете Сипиля. С 29 мая 2019 года была министром муниципального развития и транспорта, сменила министра транспорта Анне Бернер, перешедшую в совет директоров Skandinaviska Enskilda Banken (SEB).
9 июня 2020 года избрана председателем парламента Финляндии (эдускунты). Получила 167 голосов. Сменила Матти Ванханена, получившего портфель министра финансов после отставки председательницы партии «Центр» Катри Кулмуни из-за скандала с покупкой консалтинговых услуг за счёт государства. В январе 2022 года объявила о своей отставке.

## Личная жизнь
В 1999–2011 годах была замужем за Тимо Хилтуненом (Timo Hiltunen).